# 新垣結衣
新垣 結衣（あらがき ゆい、1988年〈昭和63年〉6月11日 - ）は、日本の女優、歌手、ファッションモデル。愛称は、ガッキー。
沖縄県那覇市出身。フリーランス（マネジメントの一部をレプロエンタテインメント〈2021年5月まで所属〉と契約）。
夫はシンガーソングライターで俳優の星野源。

## 略歴
那覇市から島尻郡大里村（現在の南城市）に転居し、同村の村立中学校に在学中の2001年に女子小中学生向けファッション雑誌『ニコラ』のオーディションに応募し、グランプリを獲得。2005年春ニコモを卒業するまでに『ニコラ』の表紙モデルとして当時最多となる15回登場している。
その後、『ニコラ』の卒業を控えた2004年ごろからグラビアや女優業に進出。かつてはグラビアアイドルとしても活動しており、主に少年誌の雑誌グラビアで活動を開始。初の写真集『ちゅら☆ちゅら』とイメージビデオ『XIANGYU シャンユイ〜相偶』を2006年に発表。
バラエティ番組では、2005年10月から『落下女』にレギュラーとして出演。
江崎グリコ「ポッキー」シリーズのCM（2006年 - 2008年）に出演、同CMがきっかけとなりブレイクを果たした。
女優としては、2005年に『Sh15uya』でドラマデビュー。ドラマ初主演は『トゥルーラブ』（2006年1月）。特に日本テレビの土9ドラマ枠では2クール連続で出演（『ギャルサー』と『マイ☆ボス マイ☆ヒーロー』）。
アニメの声優にも挑戦し、映画『超劇場版ケロロ軍曹』（2006年公開）ではミララ役でゲスト出演、テレビアニメ『デジモンセイバーズ』（2006年 - 2007年放送）では藤枝淑乃役でレギュラー出演した。
映画初出演は『ワルボロ』（2007年9月8日公開）で。映画初主演は『恋するマドリ』（2007年8月18日公開）。
歌手デビューは映画『恋するマドリ』の主題歌「メモリーズ」。『COUNT DOWN TV』（2007年11月3日放送）で歌番組初出演、「heavenly days」を歌唱。『デビューアルバム“そら”発売記念! SCHOOL OF LOCK!と新垣結衣のheavenly Xmas in 日本武道館』を2007年12月21日に開催。
モデル業では、第6回東京ガールズコレクション（2008年3月15日）において、「BEST GIRL OF 2007」第1回グランプリを受賞。
自筆の絵本『The Three Little Pigs（3匹の子ぶた）』が2010年、一般発売（映画『ハナミズキ』に登場する絵本）。
連続テレビドラマ初主演は『全開ガール』（2011年放送）。
レコード大賞司会を務めた『第54回日本レコード大賞』（2012年末放送）では、司会業そのものも自身にとって初となる。
初の母親役は映画『トワイライト ささらさや』（2014年公開）。
NHKドラマ初出演は『絆〜走れ奇跡の子馬〜』（2017年放送）。NHK大河ドラマ初出演は『鎌倉殿の13人』（2022年放送）。

### ブログ・メンバーズサイト
公式ブログを（アメーバブログ、2007年11月7日）開設。開設当初から一記事あたり1000件を超えるコメントが閲覧者から寄せられ、6日後にはアメーバブログ内のアクセスランキングで2位を記録した。また、非公開であった血液型について2007年11月21日付けのブログ記事で「O型寄りのA型」と記述した（2008年5月31日最終更新）。
21歳の誕生日に有料制の「レプロプレミアムクラブ 新垣結衣オフィシャルメンバーズサイト」を2009年6月11日に開設。携帯サイトのみで公開されていた「新垣帳」をPCでもブログ形式として閲覧が可能であった他、PCサイト独自のコンテンツを提供していた（2011年11月30日終了）。
オフィシャルファンクラブ「Yui's Room」を2012年12月25日に開設（2021年12月終了）。

## 人物
- 日出高等学校卒業（2007年3月）。同級生には多部未華子がいる。
- 好きな音楽アーティストは同郷（沖縄県出身）のSPEED[27]。2013年4月に放送された『はなまるマーケット』では、小学生時代はSPEEDに入ることが夢で、沖縄アクターズスクールの試験を受けたものの不合格だったというエピソードを披露している[27]。
- ダンスについては「ポッキー」のCMやテレビドラマ『逃げるは恥だが役に立つ』の主題歌部分で披露しているが、習ったことがなく「どちらかといえば苦手」としている[28]。
- ペットのヒョウモントカゲモドキの「シーちゃん」と、カニヘンダックスフントの「ここちゃん」を飼っている[29]。
- かなりのインドア派だといい、「1～2日の休みじゃひたすら寝て終わることが多いですね。寝ないにしても、家の中の片付けをしてたら終わった……みたいな（笑）」と語っている[30]。コロナ禍の自粛期間についても「まったく苦痛じゃなかったです（笑い）」と話している[31]。

### 交友
- 比嘉愛未とは同じ沖縄県出身で仲が良く、インドア派の新垣はアウトドア派の比嘉に連れられ家呑みをしたり、ディズニーランドに行ったことがある。
- 戸田恵梨香とは「がっちゃん」「トッティー」と呼び合う仲で、テレビドラマ『コード・ブルー』では2人のアドリブによって生まれたシーンが存在する[32]。また、同ドラマで共演した比嘉と共に3人で女子会をすることもある[33]。
- 蓮佛美沙子とも仲が良く、新垣の自宅で一緒に飲むことが多い。互いに夜型であり、朝まで飲みながら喋っているとのこと[34]。
- 虎南有香とはニコモ時代に同じホテルに宿泊しており、今でも仲が良く大親友である[35]。

### 私生活
テレビドラマで共演したシンガーソングライターで俳優の星野源と（『逃げるは恥だが役に立つ ガンバレ人類!新春スペシャル!!』〈2021年1月2日に放送〉の撮影終了後の2020年11月から）結婚を前提に交際を開始。各メディアにも「結婚する予定であること」を双方の事務所がFAXで2021年5月19日に公表。また、所属事務所のレプロエンタテインメントとは一部を残して契約を終了しフリーとなり、自身のスタイルで活動することが同時に発表された。

## 出演
主演作品は役名を太字で表記。

### テレビドラマ
- Sh15uya（2005年1月10日 - 3月28日、テレビ朝日） - エマ 役
- ドラゴン桜（TBS） - 香坂よしの 役
  - 第1シリーズ（2005年7月8日 - 9月16日）
  - 第2シリーズ 最終話（2021年6月27日）[40]
- 女の一代記 第2夜 越路吹雪（2005年11月25日、フジテレビ） - 越路吹雪（少女時代）、越路の死後に越路吹雪の歌を口ずさむ少女 役（二役）
- P&Gパンテーンドラマスペシャル「トゥルーラブ」（2006年1月9日、フジテレビ） - 麻生菜摘 役
- 第5回 テレビ朝日21世紀新人シナリオ大賞ドラマ「彼女の恋文」（2006年3月17日、テレビ朝日） - 川村ゆかり 役
- ギャルサー（2006年4月15日 - 6月24日、日本テレビ） - ナギサ 役
- マイ☆ボス マイ☆ヒーロー（2006年7月8日 - 9月16日、日本テレビ） - 梅村ひかり 役
- パパとムスメの7日間（2007年7月1日 - 8月19日、TBS） - 川原小梅 役
- コード・ブルー -ドクターヘリ緊急救命-（フジテレビ） - 白石恵 役
  - 1st season（2008年7月3日 - 9月11日）
  - 新春スペシャル（2009年1月10日）
  - 2nd season（2010年1月11日 - 3月22日）
  - 3rd season（2017年7月17日 - 9月18日）[41]
  - 特別編 -もう一つの戦場-（2018年7月28日)
- スマイル（2009年4月17日 - 6月26日、TBS） - 三島花 役
- エンゼルバンク〜転職代理人 第1話（2010年1月14日、テレビ朝日） - 藤川花凛 役
- 全開ガール（2011年7月11日 - 9月19日、フジテレビ） - 鮎川若葉 役 ※プライムタイム連ドラ単独で初主演
- らんま1/2（2011年12月9日、日本テレビ） - 天道あかね 役
- もう誘拐なんてしない（2012年1月3日、フジテレビ） - 花園絵里香 役
- リーガル・ハイ（フジテレビ） - 黛真知子 役
  - リーガル・ハイ（2012年4月17日 - 6月26日）
  - リーガル・ハイ スペシャル（2013年4月13日）
  - リーガルハイ（2013年10月9日 - 12月18日）
  - リーガルハイ・スペシャル（2014年11月22日）
- 空飛ぶ広報室（2013年4月14日 - 6月23日、TBS） - 稲葉リカ 役
- S -最後の警官- 第9話・最終話（2014年3月9日 - 3月16日、TBS） - 林イルマ 役
- ZIP!「新垣結衣×大泉洋による夫婦のショートストーリー」（2014年10月27日 - 11月7日、日本テレビ） - サヤ 役[42][注 3]
- 掟上今日子の備忘録（2015年10月10日 - 12月12日、日本テレビ） - 掟上今日子 役[43]
- 逃げるは恥だが役に立つ（TBS） - 森山みくり 役[44]
  - 連続ドラマ（2016年10月11日 - 12月20日）
  - ガンバレ人類! 新春スペシャル!!（2021年1月2日）
- 絆〜走れ奇跡の子馬〜（2017年3月23日・3月24日、NHK総合） - 松下将子 役[45][46][22]
- 獣になれない私たち（2018年10月10日 - 12月12日、日本テレビ） - 深海晶 役（松田龍平とW主演）[47]
- 親バカ青春白書（2020年8月2日 - 9月13日、日本テレビ） - 小比賀幸子 役[48]
- 大河ドラマ 鎌倉殿の13人（2022年1月9日 - 12月18日、NHK） - 八重 役[23]
- フェンス（2023年3月19日 - 4月16日、WOWOW） - 城間薫 役（特別出演）[49]
- 風間公親-教場0-（2023年4月10日 - 6月19日、フジテレビ） - 隼田聖子 役[50][51]

### 映画
- 超劇場版ケロロ軍曹（2006年3月11日公開、角川ヘラルド映画） - ミララ 役
- 恋するマドリ（2007年8月18日公開、シネカノン） - ユイ 役
- ワルボロ（2007年9月8日公開、東映） - 山田規久子 役
- 恋空（2007年11月3日公開、東宝） - 田原美嘉 役
- フレフレ少女（2008年10月11日公開、松竹） - 百山桃子 役
- BALLAD 名もなき恋のうた（2009年9月5日公開、東宝） - 廉姫 役
- ハナミズキ（2010年8月21日公開、東宝） - 平沢紗枝 役
- 麒麟の翼 〜劇場版・新参者〜（2012年1月28日公開、東宝） - 中原香織 役
- トワイライト ささらさや（2014年11月8日公開、ワーナー・ブラザース映画） - サヤ 役
- くちびるに歌を（2015年2月28日公開、アスミック・エース） - 柏木ユリ 役
- S -最後の警官- 奪還 RECOVERY OF OUR FUTURE（2015年8月29日公開、東宝） - 林イルマ 役
- ミックス。（2017年10月21日公開、東宝） - 富田多満子 役（瑛太とW主演）[52]
- コード・ブルー -ドクターヘリ緊急救命-（2018年7月27日公開、東宝） - 白石恵 役[53]
- GHOSTBOOK おばけずかん（2022年7月22日公開、東宝） - 葉山瑤子 役[54]
- 正欲（2023年11月10日公開、ビターズ・エンド） - 桐生夏月 役[55][56][57]
- 違国日記（2024年6月7日公開、東京テアトル / ショウゲート） - 高代槙生 役[58][59][注 4]
- きみの色（2024年8月30日公開、東宝） - シスター日吉子 役[60]

### CM

#### 現在放映中のCM
- アサヒ飲料 十六茶（2009年2月 - ）[61][62][63]
  - 「自然に、健康。」となりのお姉さん夏編（2021年5月29日 - ）[64]
  - 「お姉さんのこだわり」編・「お姉さんの割砕トーク」編・「お姉さんからの焙煎クイズ」編（2022年3月12日 - ）[65]
  - 「おばあちゃん」編・「帰り道」編（2023年3月7日 - ）[66]
  - 「わたしの味方」編（2024年2月16日 - ）[67]
  - 「16チャージ!交差点」編（2025年2月4日 - ）[68]
  - 「16チャージ!野球場」編（2025年7月21日 - ）[69]
- 明治
  - メルティーキッス（2011年10月 - ）
    - 「しあわせだね」篇（2024年10月22日 - ）[70]

  - 明治ザ・カカオ（2024年10月 - ）[71]
  - 生のとき（2025年5月 - ）[72]
- KOSE
  - 雪肌精（2012年7月 - ）[73]
  - エスプリーク（2021年2月 - ）[74]
    - 「新垣結衣 私の強い味方」篇・「新垣結衣 私がファンデーションに求める事」篇（2024年3月 - ）[75]
- ライオン ソフラン アロマリッチ（2019年8月 - ）[76]
  - 「離れられん」篇 (2022年10月5日 - ) [77]
  - 「よきかな」篇（2023年10月4日 - ）[78]
- 任天堂 Nintendo Switch
  - リングフィット アドベンチャー（2019年10月 - ）[79][80]
  - あつまれ どうぶつの森（2020年12月 - ）[81][82]
  - Nintendo Switch Sports（2022年7月 - ）[83]
  - スーパーマリオブラザーズ ワンダー（2023年10月6日 - ）[84]
- 味の素 Bistro Do
  - 「はじめてのなすのボローニャ風」篇（2021年3月 - ）[85][86]

#### 過去の放映CM
- 大王製紙 エリエール（2003年1月 - 2003年12月）
- 明治製菓 手作りチョコレート（2004年12月 - 2005年2月）[注 5] - 夏帆・大沢あかねと共演
- JT SENOBY（2005年3月 - 2006年2月）
- NTT東日本（2005年12月 - 2013年12月）
- P&G パンテーン（2006年1月 - 2010年12月・2011年9月 - 2012年9月・2014年4月 - 6月）
- チバビジョン（2006年2月 - 2007年1月）
- 江崎グリコ ポッキー（2006年10月 - 2008年9月）
- リクルート タウンワーク（2006年11月 - 2007年10月）
- 日本赤十字社 はたちの献血キャンペーン（2007年1月 - 2007年12月）
- ユニクロ（2007年2月 - 2008年1月、2017年3月 - 5月）
  - “SKINNY MIX”キャンペーン（2007年2月 - 2007年4月）[87] - マリエと共演
  - ドレープコレクション（2017年3月 - 5月）[88][89]
- 三ツ矢サイダー（2007年3月 - 2008年2月）
- 損保ジャパン（2007年10月 - 2008年9月）
- ロート製薬
  - ロートCキューブ（2008年3月 - 2010年2月・2014年4月 - 2017年3月）
  - ロートリセ（2008年3月 - 2010年2月）
- ラウンドワン（2009年4月 - 2010年3月）
- SONY WALKMAN「Play You.」（2009年10月 - 2010年9月）
- はるやま商事 紳士服はるやま（2010年2月 - 2012年1月） - 川島海荷・高田延彦と共演
- 東京地下鉄（東京メトロ）「TOKYO HEART」（2010年4月 - 2011年3月）[90]
- トヨタ自動車
  - ラクティス（2010年11月 - 2011年10月）
  - ノア（2017年7月 - 2018年1月）[91]
- 明治
  - アーモンド&マカダミア（2011年4月 - ）[92]
  - バレンタイン2014（2014年2月）
  - メルティーキッス
    - 「冬のkiss」篇（2011年）
    - 「雪原と木」篇（2012年）
    - 「雪原とブランコ」篇（2013年10月29日 - ）
    - 「新しい一粒」篇（2014年10月28日 - ）
    - 「光の動物」篇（2015年10月26日 - ）
    - 「雪の中のポスト」篇（2016年10月25日 - ）
    - 「雪だるまからの贈り物」篇（2017年10月24日 - ）
    - 「雪原のピアノ」篇（2018年10月23日 - ）
    - 「洋酒を注ぐ」篇（2019年10月22日 - ）
    - 「10周年」篇（2020年10月6日）
    - 「リラックスタイム」篇（2020年10月6日 - ）[93]
    - 「冬がくちどけちゃう前に」篇・「コート着て、チョコレート買いに行こ。」篇（2022年10月11日 - ）[94]
    - 「これからも」篇・「しあわせな正方形」篇・「メルティーキッスレシピ」篇（2022年10月25日 - ）[95]
    - 「今年も雪のようなくちどけを」篇（2021年10月26日 - ）[96]
    - 「あなたの気分はどれ」篇・「ASMR」篇・「今日はどっちの気分」篇・「今年も」篇・「ディスクジョッキー」篇（2021年10月5日 - ）[97]
    - 「贅沢なくちどけ」篇（2023年10月24日 - ）[98]

  - チョコレート効果（2018年3月 - ）[99]
- ディー・エヌ・エー Mobage
  - ディー・エヌ・エー Mobage モバゲータウン（2011年11月 - 2012年10月）
  - ディー・エヌ・エー Mobage FINAL FANTASY BRIGADE（2012年7月 - 2013年6月） - 瑛太・遠藤憲一・矢作兼と共演
- キヤノン
  - ミラーレス一眼カメラ「EOS M」「EOS M2」（2012年7月 - 2014年7月） - 妻夫木聡と共演
  - コンパクトデジタルカメラ「IXY」「PowerShot」（2013年2月 - 2014年2月）
  - 一眼レフカメラ「EOS kiss X7 ホワイト」（2013年11月 - 2015年6月）
- 日清食品 チキンラーメン（2013年7月 - 2020年7月）[100][101]
- KOSE
  - エスプリーク ポイントメイク（2014年11月 - 2015年2月) [102]
  - コーセーコスメポート ビオリス（2018年3月 - 2024年2月）[103]
    - 「ビオリス BIG SCALE」篇（2022年8月 - ）[104]
- GMOクリック証券
  - 「Life is a Journey」篇・「Life is Fun」篇（2015年1月 - ）[105]
  - 「Life is Drama」篇・「Life is Art」篇（2015年8月1日 - ）[106]
  - 「Life is Love」篇・「Life is a Wonder」篇（2016年2月20日 - ）[107]
  - 「Life is a Challenge」篇・「Life is Sharing」篇（2016年11月15日 - ）[108]
  - 「Life is Going on」篇（2017年3月21日 - ）[109]
  - 「Life is Beautiful」篇（2017年4月17日 - ）[110]
  - 「Life is Precious」篇（2017年12月18日 - ）[111]
  - 「Life is Your Life.」篇（2018年7月26日 - ）[112]
  - 「Life is an Instinct.」篇（2018年11月27日 - ）[113]
  - 「Life is a Revolution.」篇（2019年5月13日 - ）・特別版「Hello New World.」篇（2019年4月26日 - ）[114]
  - 「Life is Friendship.」篇（2019年12月12日 - ）[115]
  - 「Life is …」シリーズ特別総集編（2020年6月9日 - ）[116]
  - 「Life is …」シリーズ特別総集編第2弾（2020年10月8日 - ）[117]
  - 「New Life is ...」篇（2020年12月23日 - ）[118]
  - New Life is ...「もうきっと大丈夫」篇（2021年6月11日 - 2022年6月29日[119]）[120]
- 日本製紙クレシア クリネックス（2017年4月 - 2019年3月）[121]
- ライオン ソフラン アロマリッチ
  - 「好きな香りが変わらない」篇（2019年8月7日 - ）[76]
  - 「ただひとつ」篇（2020年9月30日 - ）[122]
- アサヒビール アサヒ生ビール〈マルエフ〉（2021年9月[注 6] - 2023年2月[124]）
  - 「アサヒ生ビール 復活の生」篇（2021年9月9日 - ）[125]
  - 「アサヒ生ビール おつかれ生です」篇（2021年9月14日 - ）
  - 「年末もおつかれ生です」編（2021年12月11日 - ）[126]
  - 「2022年もおつかれ生です」篇（2022年1月1日 - ）[127]
  - 「黒生でおつかれ生です」篇（2022年2月5日 - ）[128]
  - 「春もおつかれ生です」篇（2022年4月1日 - ）[129]
  - 「横丁とおつかれ生です」篇（2022年7月1日 - ）[130]
  - 「マルエフと黒生」篇（2022年7月1日 - ）

### 広告モデル
- グンゼ ピエクレール（2002年 - 2003年）
- タカラ Sweet Bambini（2004年）
- 新宿サブナード（2004年 - 2005年）
- 平成18年度春の火災予防運動用防火ポスター（2006年）
- H&M（2021年）[131]

### 声優
- 超劇場版ケロロ軍曹（2006年3月11日公開、角川ヘラルド映画） - ミララ 役
- デジモンセイバーズ（2006年4月2日 - 2007年3月25日、フジテレビ） - 藤枝淑乃 役
- クレヨンしんちゃん
  - 「応援フレフレお尻もフレフレスペシャル!!」（2008年9月26日、テレビ朝日） - 百山桃子 役
  - 「恋の戦国メモリーだゾ」（2009年9月4日、テレビ朝日） - 廉 役
- きみの色（2024年8月30日、東宝） - シスター日吉子 役[132]

### ラジオ
- SCHOOL OF LOCK!（JFN・TOKYO FM）
  - 『GIRLS LOCKS!』（2006年10月 - 2010年12月） - 毎月第1週目（2006年10月 - 2008年3月）・毎月第3週目（2008年4月 - 2010年9月）・2010年11月第5週目、それぞれの月曜日 - 木曜日担当。「ウワサ部」略して「ウ部」元部長。
  - 『ガッキーLOCKS!』（2011年1月 - 2012年3月） - 毎月第4週目担当。

### バラエティ
- Parky Party（2003年、テレビ東京）
- 考えるヒト（2004年、フジテレビ）
- ニコモノ!（2004年、テレビ大阪）
- 平成教育予備校（2005年、フジテレビ） - 隔週レギュラー
- 落下女（2005年 - 2006年、日本テレビ） - レギュラー
- 音燃え!（2007年 - 2008年、日本テレビ） - レギュラー

### ドキュメンタリー
- 報道大河スペシャル いのちの地球… 警告！今そこにある50の危機 私達に出来ることは？（2008年4月2日、TBS） - リポーター
- 新垣結衣 一歩ずつ 少しずつ 〜二十歳の今〜（2008年10月18日、NHK）
- FNNスーパーニュース スーパー特報「ドクターヘリ 新垣結衣が最前線報告」（2010年2月8日、フジテレビ）
- 闘うナースSP“コード・ブルー”が見た奇跡の物語（2010年3月21日、フジテレビ）
- 情熱大陸（2010年8月15日、MBS）
- アスリートの魂 第2回「日本を元気づけたい 〜石川遼 19歳の誓い〜」（2011年4月11日、NHK） - ナレーション
- NHKスペシャル「生命大躍進」（2015年5月10日・6月7日・7月5日 、NHK） - ナビゲーター[133]
- ふたりのディスタンス（2021年 - 、NHK） - ナレーション[134]

### ビデオ
- ニコラビデオ☆創刊号 〜はじめてメイク★AtoZ〜 VHS（2002年7月31日、エイベックス）
- XIANGYU シャンユイ〜相偶 DVD & UMD（2006年5月17日）
- にっこり 新垣結衣 in 恋するマドリ DVD（2007年7月19日）
- 真昼の星 DVD & Blu-ray（2011年4月13日）

### イベント
- 小田急新宿店 ニコモトークショー・握手＆写真撮影会（2001年）
- nicola読者開放日 in 東京（2002年）
- nicola読者開放日 in 大阪（2002年）
- ニコラショップ「girl is girl」一日店長（2002年）
- 新宿伊勢丹 ニコモトークショー・握手＆写真撮影会（2002年）
- ニコラスタンプラリー 渋谷・原宿編（2002年）
- ニコラスタンプラリー 大阪・梅田編（2002年）
- nicola読者開放日 in 宇都宮（2004年）
- nicola読者開放日 in 東京（2004年）
- 春の日テレ祭おフランスざ〜んす!（2005年）

### その他
- 第85回全国高等学校サッカー選手権大会（2006年12月30日 - 2007年1月8日、日本テレビ） - 応援マネージャー
- NHK紅白歌合戦（NHK） - ゲスト審査員
  - 第58回（2007年12月31日）
  - 第67回（2016年12月31日）[135]
- ひらけ!魔法の扉〜いっしょに歌おう夢のうた〜（2008年5月5日、NHK） - ナビゲーター
- 新垣結衣の女子旅 in Hawaii（2011年1月1日 - 6月4日、BeeTV）
- 24時間テレビ35「愛は地球を救う」 未来（2012年8月25日 - 26日、日本テレビ） - チャリティーパーソナリティー
- Hello!フォト☆ラバーズ 〜ミル・トル・アルク〜（2012年10月4日 - 10月11日、BS朝日） - ゲスト、立木義浩と共演
- 第54回 輝く!日本レコード大賞（2012年12月30日、TBS） - 司会
- GirlsAward 2013 AUTUMN/WINTER（2013年9月28日） - シークレットゲスト

## 作品

### シングル
| 枚 | 発売日         | タイトル    | 販売形態 | 規格品番                                   |              |
| -- | -------------- | ----------- | -------- | ------------------------------------------ | ------------ |
| 1  | 2008年07月16日 | Make my day | CD       | 初回限定盤A                                | WPCL-10480   |
| 1  | 2008年07月16日 | Make my day | CD+DVD   | 初回限定盤B                                | WPZL-30094/5 |
| 1  | 2008年07月16日 | Make my day | CD+DVD   | 初回限定盤C                                | WPZL-30096/7 |
| 2  | 2008年10月15日 | 赤い糸      | CD       | 初回限定盤                                 | WPCL-10610   |
| 2  | 2008年10月15日 | 赤い糸      | CD+DVD   | 通常盤                                     | WPZL-30108/9 |
| 3  | 2009年02月25日 | piece       | CD       | 初回限定盤A                                | WPCL-10662   |
| 3  | 2009年02月25日 | piece       | CD       | 初回限定盤B                                | WPCL-10663   |
| 3  | 2009年02月25日 | piece       | CD       | 通常盤                                     | WPCL-10664   |
| 4  | 2009年05月27日 | うつし絵    | CD       | 初回限定盤                                 | WPCL-10685   |
| 4  | 2009年05月27日 | うつし絵    | CD       | 通常盤                                     | WPCL-10686   |
| 4  | 2009年05月27日 | うつし絵    | CD       | 藤城清治デザイン・ジャケット完全生産限定盤 | WPCL-10721   |

### アルバム
| 枚 | 発売日         | タイトル | 販売形態 | 販売形態    | 規格品番     |
| -- | -------------- | -------- | -------- | ----------- | ------------ |
| 1  | 2007年12月05日 | そら     | CD+DVD   | 通常盤      | WPZL-30074/5 |
| 1  | 2007年12月05日 | そら     | CD       | 初回限定盤  | WPCL-10446   |
| 2  | 2009年06月17日 | hug      | CD+DVD   | 通常盤      | WPZL-30120/1 |
| 2  | 2009年06月17日 | hug      | CD       | 初回限定盤A | WPCL-10669   |
| 2  | 2009年06月17日 | hug      | 2CD      | 初回限定盤B | WPCL-10670/1 |
| 3  | 2010年09月22日 | 虹       | CD       | 通常盤      | WPCL-10869   |
| 3  | 2010年09月22日 | 虹       | CD       | 初回限定盤A | WPCL-10868   |
| 3  | 2010年09月22日 | 虹       | CD+DVD   | 初回限定盤B | WPZL-30223/4 |

### 映像作品
| 枚 | 発売日         | タイトル  | 販売形態 | 規格品番   |
| -- | -------------- | --------- | -------- | ---------- |
| 1  | 2007年12月12日 | そらFilms | DVD      | WPBL-90104 |

### ネット配信のみの楽曲
| 配信開始日     | タイトル       | 歌手名                                | 規格                             | 備考 |
| -------------- | -------------- | ------------------------------------- | -------------------------------- | --- |
| 2009年12月09日 | 小さな恋のうた | 新垣結衣と少年少女ガッキー団          | 着うた・着うたフル・mora・iTunes | MONGOL800のカバー曲。SONY "WALKMAN" Play You.「歌え、10代。」プロジェクトの“新垣結衣と3000人の中高生”による「3000人+1バージョン」。後にデジタル配信、及びサブスクリプション配信が解禁された。                                                 |
| 2010年09月22日 | ハナミズキ     | 新垣結衣 & SCHOOL OF LOCK! リスナーズ | 着うたフル・mora                 | 一青窈のカバー曲。TOKYO FM 『SCHOOL OF LOCK!』のリスナーから選ばれた12人の選抜メンバーと、赤坂サカスに集まった200人以上の生徒とともに公開収録された「SCHOOL OF LOCK! バージョン」。後にデジタル配信、及びサブスクリプション配信が解禁された。 |

### タイアップ
| 曲名             | タイアップ                                                      |
| ---------------- | --------------------------------------------------------------- |
| heavenly days    | 東宝配給映画『恋空』挿入歌                                      |
| 陽のかげる丘     | 三ツ矢サイダーTVCMソング                                        |
| Make my day      | フジテレビ系ドラマ『ハチワンダイバー』主題歌                    |
| メモリーズ       | シネカノン配給映画『恋するマドリ』主題歌                        |
| うつし絵         | 日本テレビ系ドラマ『アイシテル〜海容〜』挿入歌                  |
| ハチミツ         | TBS系春の『花Sacas』主題歌                                      |
| Heart will drive | ラウンドワン企業CMソング                                        |
| 小さな恋の歌     | SONY Walkman『Play You.』CMソング                               |
| WALK             | 松竹配給映画『昆虫物語 みつばちハッチ〜勇気のメロディ〜』主題歌 |

## 書籍

### 雑誌
- ニコラ（2001年10月号 - 2005年5月号、新潮社）
- ELLE girl（2010年8月号 - 2011年6月号、アシェット婦人画報社）
- NYLON JAPAN（2010年6月号 - 2019年5月号、カエルム)

### 絵本
- The Three Little Pigs（3匹の子ぶた）（2010年6月25日発売、mpi）

### 写真集
- ガッキーブック（2004年4月1日発売、新潮社） - nicola 4月号別冊
- ちゅら☆ちゅら（2006年3月3日発売、集英社）
- まっしろ（2007年3月20日発売、小学館）
- にっこり 新垣結衣 in 恋するマドリ（2007年7月19日発売、幻冬舎） - ムック本
- 恋空オフィシャルフォトドブック -新垣結衣as美嘉-（2007年10月19日発売、東京ニュース通信社） - ムック本
- 月刊 新垣結衣 Special（2010年7月22日発売、新潮社）
- NYLON JAPAN × Yui Aragaki Fashion Photo Magazine（2012年9月20日発売、トランスメディア）
- YUI ARAGAKI NYLON JAPAN ARCHIVE BOOK 2010-2019（2019年12月5日発売、カムエル）

### トレーディングカード
- Hit's LIMITED 新垣結衣 トレーディングカード（2006年12月22日発売）

### カレンダー
- 新垣結衣 2005年度カレンダー（2004年12月10日発売、トライエックス【ハゴロモ】）
- 新垣結衣 2006年度カレンダー（2005年11月07日発売、トライエックス【ハゴロモ】）
- 新垣結衣 2007年度カレンダー（2006年11月04日発売、トライエックス【ハゴロモ】）
- 新垣結衣 2008年度カレンダー（2007年10月22日発売、トライエックス【ハゴロモ】）
- 新垣結衣 2009年度カレンダー（2008年10月27日発売、トライエックス【ハゴロモ】）
- 新垣結衣 2010年度カレンダー（2009年10月28日発売、トライエックス【ハゴロモ】）
- 新垣結衣 2011年度カレンダー（2010年10月13日発売、トライエックス）
- 新垣結衣 2012年度カレンダー（2011年10月26日発売、トライエックス）
- 新垣結衣 2013年度カレンダー（2012年10月06日発売、トライエックス）
- 新垣結衣 2014年度カレンダー（2013年11月02日発売、トライエックス）
- 新垣結衣 2015年度カレンダー（2014年11月08日発売、トライエックス）
- 新垣結衣 2016年度カレンダー（2015年11月07日発売、トライエックス）
- 新垣結衣 2017年度カレンダー（2016年11月12日発売、トライエックス）
- 新垣結衣 2018年度カレンダー（2017年発売、トライエックス）
- 新垣結衣 2019年度カレンダー（2018年発売、トライエックス）

## 受賞歴

### 映画
- 2007年度
  - 第20回日刊スポーツ映画大賞・石原裕次郎賞 新人賞：『ワルボロ』『恋空』[136]
  - 第29回ヨコハマ映画祭 最優秀新人賞：『恋するマドリ』『ワルボロ』『恋空』[137]
  - 第50回ブルーリボン賞 新人賞：『恋するマドリ』『ワルボロ』『恋空』[138]
  - 第31回日本アカデミー賞 新人俳優賞、話題賞・俳優部門：『恋空』[139]
  - 第45回ゴールデン・アロー賞 映画賞[140]
- 2017年度
  - 第60回ブルーリボン賞 主演女優賞：『ミックス。』[141]
  - 第41回日本アカデミー賞 優秀主演女優賞：『ミックス。』[142]
- 2023年度
  - 第33回日本映画批評家大賞 助演女優賞（『正欲』）[143]

### テレビ
- 2007年度
  - 第17回TV LIFE年間ドラマ大賞2007 助演女優賞：『パパとムスメの7日間』[144]
- 2009年度
  - 第61回ザテレビジョンドラマアカデミー賞 助演女優賞：『スマイル』[145]
- 2013年度
  - 第79回ザテレビジョンドラマアカデミー賞 助演女優賞：『リーガルハイ』[146]
- 2015年度
  - 第2回コンフィデンスアワード・ドラマ賞 主演女優賞：『掟上今日子の備忘録』[147][148]
- 2016年度
  - 第6回コンフィデンスアワード・ドラマ賞 主演女優賞：『逃げるは恥だが役に立つ』[149][150]
  - 第91回ザテレビジョンドラマアカデミー賞 主演女優賞：『逃げるは恥だが役に立つ』[151][152]
  - 第26回TV LIFE年間ドラマ大賞2016 主演女優賞：『逃げるは恥だが役に立つ』[153]
  - 第25回橋田賞：『逃げるは恥だが役に立つ』[154]
  - 第20回日刊スポーツ・ドラマグランプリ 主演女優賞：『逃げるは恥だが役に立つ』[155]
- 2017年度
  - 東京ドラマアウォード2017 主演女優賞：『逃げるは恥だが役に立つ』[156][157]
  - 第94回ザテレビジョンドラマアカデミー賞 助演女優賞：『コード・ブルー〜ドクターヘリ緊急救命〜THE THIRD SEASON』[158]
  - 第27回TV LIFE年間ドラマ大賞2017 助演女優賞：『コード・ブルー〜ドクターヘリ緊急救命〜THE THIRD SEASON』[159]

### その他
- 2001年度
  - 第4回ニコラ読者モデルオーディション グランプリ[14]
- 2007年度
  - 第32回エランドール賞 新人賞[160]
- 2008年度
  - 第22回日本ゴールドディスク大賞 ザ・ベスト10・ニューアーティスト[161]